# Championnats arabes de natation 2022
Navigation
Radès 2018
La cinquième édition des championnats arabes seniors de natation a lieu du 20 au 24 juillet 2022 à Oran, en Algérie

## Médaillés

### Hommes
| Édition            | Or                                                                                | Or           | Argent                                                                         | Argent       | Bronze                                                                                     | Bronze        |
| ------------------ | --------------------------------------------------------------------------------- | ------------ | ------------------------------------------------------------------------------ | ------------ | ------------------------------------------------------------------------------------------ | ------------- |
| 50 m nage libre    | Oussama Sahnoune Algérie                                                          | 22.45        | Youssef Ramadan Égypte                                                         | 22.57        | Abdelrahman Elaraby Égypte                                                                 | 22.86         |
| 100 m nage libre   | Oussama Sahnoune Algérie                                                          | 49.21        | Youssef Ramadan Égypte                                                         | 49.40        | Waleed Abdulrazzaq Koweït                                                                  | 50.88         |
| 200 m nage libre   | Marwan Elkamash Égypte                                                            | 1:49.36      | Yassine El Shammaa Égypte                                                      | 1:49.86      | Sofiane Achour Talet Algérie                                                               | 1:53.55       |
| 400 m nage libre   | Marwan Elkamash Égypte                                                            | 3:53.53      | Lounis Khendriche Algérie                                                      | 3:59.65      | Mohamed Khalil Ben Ajmia Tunisie                                                           | 4:01.06       |
| 800 m nage libre   | Marwan Elkamash Égypte                                                            | 8:11.00      | Mohamed Khalil Ben Ajmia Tunisie                                               | 8:15.55      | Lounis Khendriche Algérie                                                                  | 8:20.60       |
| 1500 m nage libre  | Marwan Elkamash Égypte                                                            | 15:33.70     | Mohamed Moselhy Égypte                                                         | 15:46.36     | Mohamed Khalil Ben Ajmia Tunisie                                                           | 15:55.97      |
|                    |                                                                                   |              |                                                                                |              |                                                                                            |               |
| 50 m dos           | Ali Al Zamil Koweït                                                               | 25.72        | Abdellah Ardjoune Algérie                                                      | 25.99        | Mehdi Nazim Benbara Algérie                                                                | 26.65         |
| 100 m dos          | Abdellah Ardjoune Algérie                                                         | 55.68        | Mohamed Mohamady Égypte Ali Al Zamil Koweït                                    | 56.96        | Non attribuée                                                                              | Non attribuée |
| 200 m dos          | Mohamed Mohamady Égypte                                                           | 2:00.84      | Abdellah Ardjoune Algérie                                                      | 2:01.86      | Yassine Elshammaa Égypte                                                                   | 2:03.90       |
|                    |                                                                                   |              |                                                                                |              |                                                                                            |               |
| 50 m brasse        | Mohamed Eissawy Égypte                                                            | 28.37        | Adnen Beji Tunisie                                                             | 28.60        | Amro Al-Wir Jordanie                                                                       | 28.68         |
| 100 m brasse       | Amro Al-Wir Jordanie                                                              | 1:02.64      | Adnen Beji Tunisie                                                             | 1:03.03      | Aimene Moncef Balamane Algérie                                                             | 1:03.24       |
| 200 m brasse       | Jaouad Syoud Algérie                                                              | 2:13.35      | Amro Al-Wir Jordanie                                                           | 2:14.15      | Ramzi Chouchar Algérie                                                                     | 2:18.44       |
|                    |                                                                                   |              |                                                                                |              |                                                                                            |               |
| 50 m papillon      | Abdelrahman El Araby Égypte                                                       | 23.86        | Waleed Abdulrazzaq Koweït                                                      | 23.93        | Youssef Ramadan Égypte                                                                     | 23.96         |
| 100 m papillon     | Youssef Ramadan Égypte                                                            | 52.15        | Waleed Abdulrazzaq Koweït                                                      | 54.29        | Abdalla Youssef Égypte                                                                     | 55.02         |
| 200 m papillon     | Jaouad Syoud Algérie                                                              | 1:58.17      | Lounis Khendriche Algérie                                                      | 2:03.02      | Mohamed Omar Égypte                                                                        | 2:03.46       |
|                    |                                                                                   |              |                                                                                |              |                                                                                            |               |
| 200 m 4 nages      | Jaouad Syoud Algérie                                                              | 1:58.93      | Yassine El Shammaa Égypte                                                      | 2:02.85      | Ramzi Chouchar Algérie                                                                     | 2:05.41       |
| 400 m 4 nages      | Jaouad Syoud Algérie                                                              | 4:19.47      | Ramzi Chouchar Algérie                                                         | 4:26.47      | Kareem Mohammed Égypte                                                                     | 4:33.52       |
|                    |                                                                                   |              |                                                                                |              |                                                                                            |               |
| 4x100 m nage libre | Égypte Yassine El Shammaa, Marwan Elkamash, Abdelrahman Elaraby, Youssef Ramadan  | 3:18.96      | Algérie Jaouad Syoud, Fares Benzidoun, Oussama Sahnoune, Mehdi Nazim Benbara   | 3:20.87      | Koweït Waleed Abdulrazzaq, Saud Al Shamroukh, Abdulrazzaq Al Dawaihi, Abdulaziz Al Dawaihi | 3:30.78       |
| 4x200 m nage libre | Non disputée                                                                      | Non disputée | Non disputée                                                                   | Non disputée | Non disputée                                                                               | Non disputée  |
| 4x100 m 4 nages    | Algérie Abdellah Ardjoune, Aimene Moncef Balamane, Jaouad Syoud, Oussama Sahnoune | 3:39.22      | Égypte Mohamed Mohamady, Mohamed Eissawy, Youssef Ramadan, Abdelrahman Elaraby | 3:41.83      | Non attribuée                                                                              | Non attribuée |

### Femmes
| Édition            | Or                                                                 | Or           | Argent                                                                             | Argent       | Bronze                                                                | Bronze       |
| ------------------ | ------------------------------------------------------------------ | ------------ | ---------------------------------------------------------------------------------- | ------------ | --------------------------------------------------------------------- | ------------ |
| 50 m nage libre    | Farida Osman Égypte                                                | 25.80        | Nesrine Medjahed Algérie                                                           | 26.21        | Carine Abdelmalak Égypte                                              | 26.87        |
| 100 m nage libre   | Farida Osman Égypte                                                | 56.06        | Nesrine Medjahed Algérie                                                           | 57.21        | Carine Abdelmalak Égypte                                              | 59.74        |
| 200 m nage libre   | Samara Abdellaoui Algérie                                          | 2:08.73      | Rima Benmansour Algérie                                                            | 2:09.03      | Layla Rabie Égypte                                                    | 2:12.86      |
| 400 m nage libre   | Lujaine Abdellah Égypte                                            | 4:25.97      | Maram Souissi Tunisie                                                              | 4:33.49      | Samara Abdellaoui Algérie                                             | 4:33.88      |
| 800 m nage libre   | Maram Souissi Tunisie                                              | 9:21.36      | Samara Abdellaoui Algérie                                                          | 9:21.43      | Layla Rabie Égypte                                                    | 9:41.23      |
| 1 500 m nage libre | Nadine Kareem Égypte                                               | 17:53.66     | Lamees Elsokkary Égypte                                                            | 17:53.72     | Maram Souissi Tunisie                                                 | 18:04.01     |
|                    |                                                                    |              |                                                                                    |              |                                                                       |              |
| 50m dos            | Samiha Mohsen Égypte                                               | 29.23        | Sara Hemida Égypte                                                                 | 29.95        | Meroua Merniz Algérie                                                 | 30.46        |
| 100m dos           | Samiha Mohsen Égypte                                               | 1:03.65      | Meroua Merniz Algérie                                                              | 1:04.04      | Sara Hemida Égypte                                                    | 1:05.74      |
| 200 m dos          | Samiha Mohsen Égypte                                               | 2:20.00      | Imene Kawthar Zitouni Algérie                                                      | 2:22.42      | Meriem Tebal Algérie                                                  | 2:26.27      |
|                    |                                                                    |              |                                                                                    |              |                                                                       |              |
| 50 m brasse        | Hedy Hamouda Égypte                                                | 33.37        | Habiba Belghith Tunisie                                                            | 33.71        | Ismahane Larbi Youcef Algérie                                         | 34.65        |
| 100 m brasse       | Hamida Rania Nefsi Algérie                                         | 1:12.47      | Hedy Hamouda Égypte                                                                | 1:13.10      | Julie Salah Égypte                                                    | 1:14.31      |
| 200 m brasse       | Hamida Rania Nefsi Algérie                                         | 2:36.07      | Rawan Eldamaty Égypte                                                              | 2:37.61      | Julie Salah Égypte                                                    | 2:39.22      |
|                    |                                                                    |              |                                                                                    |              |                                                                       |              |
| 50 m papillon      | Farida Osman Égypte                                                | 26.12        | Sara Hemida Égypte                                                                 | 28.08        | Nesrine Medjahed Algérie                                              | 28.24        |
| 100 m papillon     | Farida Osman Égypte                                                | 1:00.72      | Nesrine Medjahed Algérie                                                           | 1:03.18      | Rawan Eldamaty Égypte                                                 | 1:03.90      |
| 200 m papillon     | Hlaa Diab Égypte                                                   | 2:21.22      | Lilia Sihem Midouni Algérie                                                        | 2:24.21      | Jihane Benchadli Algérie                                              | 2:27.82      |
|                    |                                                                    |              |                                                                                    |              |                                                                       |              |
| 200 m 4 nages      | Hamida Rania Nefsi Algérie                                         | 2:21.52      | Rawan Eldamaty Égypte                                                              | 2:23.18      | Jihane Benchadli Algérie                                              | 2:24.24      |
| 400 m 4 nages      | Hamida Rania Nefsi Algérie                                         | 4:57.79      | Imene Kawthar Zitouni Algérie                                                      | 5:03.55      | Rawan Eldamaty Égypte                                                 | 5:04.69      |
|                    |                                                                    |              |                                                                                    |              |                                                                       |              |
| 4x100 m nage libre | Égypte Samiha Mohsen, Carine Abdelmalak, Farida Osman, Sara Hemida | 3:54.09      | Algérie Lilia Sihem Midouni, Nesrine Medjahed, Rima Benmansour, Jihane Benchadli   | 3:55.31      | Jordanie Mariam Mithqal, Talita Baqlah, Nadine Fanous, Karin Belbeisi | 4:13.20      |
| 4x200 m nage libre | Non disputée                                                       | Non disputée | Non disputée                                                                       | Non disputée | Non disputée                                                          | Non disputée |
| 4x100 m 4 nages    | Égypte Samiha Mohsen, Hedy Hamouda, Farida Osman, Sara Hemida      | 4:15.31      | Algérie Meroua Merniz, Hamida Rania Nefsi, Imene Kawthar Zitouni, Nesrine Medjahed | 4:19.77      | Jordanie Karin Belbeisi, Mariam Mithqal, Talita Baqlah, Nadine Fanous | 4:46.96      |

### Mixte
| Édition            | Or                                                                         | Or      | Argent                                                                        | Argent  | Bronze                                                                         | Bronze  |
| ------------------ | -------------------------------------------------------------------------- | ------- | ----------------------------------------------------------------------------- | ------- | ------------------------------------------------------------------------------ | ------- |
| 4x100 m nage libre | Algérie Oussama Sahnoune, Jaouad Syoud, Nesrine Medjahed, Jihane Benchadli | 3:37.80 | Égypte Farida Osman, Carine Abdelmalak, Abdelrahman Elaraby, Youssef Ramadan  | 3:39.80 | Jordanie Mohammed Bedour, Mariam Mithqal, Talita Baqlah, Ziyad Al Salous       | 3:50.02 |
| 4x100 m 4 nages    | Égypte Samiha Mohsen, Mohamed Eissawy, Farida Osman, Youssef Ramadan       | 3:56.08 | Algérie Abdellah Ardjoune, Hamida Rania Nefsi, Jaouad Syoud, Nesrine Medjahed | 3:57.72 | Tunisie Abderrahmen Ben Hadj Salem, Adnen Beji, Roua Ben Fraj, Habiba Belghith | 4:08.65 |